# Thamnotettix
Thamnotettix är ett släkte av insekter som beskrevs av Zetterstedt 1840. Thamnotettix ingår i familjen dvärgstritar.

## Dottertaxa tillThamnotettix, i alfabetisk ordning[1][2]
- Thamnotettix adspersula
- Thamnotettix adustus
- Thamnotettix affinis
- Thamnotettix agilis
- Thamnotettix algirica
- Thamnotettix allygidioides
- Thamnotettix alterninervis
- Thamnotettix atrifrons
- Thamnotettix bipunctatus
- Thamnotettix botelensis
- Thamnotettix brevissimus
- Thamnotettix brunnescens
- Thamnotettix chohakusanus
- Thamnotettix cicur
- Thamnotettix clypeatus
- Thamnotettix confinis
- Thamnotettix creticus
- Thamnotettix dilutior
- Thamnotettix discoidalis
- Thamnotettix eocenica
- Thamnotettix fundi
- Thamnotettix gannetti
- Thamnotettix gazella
- Thamnotettix ghilianii
- Thamnotettix greeni
- Thamnotettix homeyeri
- Thamnotettix hopponis
- Thamnotettix klapperichi
- Thamnotettix kotoshonis
- Thamnotettix lactea
- Thamnotettix latruncularius
- Thamnotettix loratus
- Thamnotettix lutfi
- Thamnotettix maculosus
- Thamnotettix matsamurai
- Thamnotettix minoidis
- Thamnotettix mutilatus
- Thamnotettix nigricans
- Thamnotettix okinawanus
- Thamnotettix paraveinatus
- Thamnotettix pellucida
- Thamnotettix puellus
- Thamnotettix pulchellus
- Thamnotettix reiteratus
- Thamnotettix rubropunctatus
- Thamnotettix satsumensis
- Thamnotettix seclusus
- Thamnotettix sexguttatus
- Thamnotettix sexquadratus
- Thamnotettix struthiola
- Thamnotettix sulphurea
- Thamnotettix takasagonis
- Thamnotettix tapina
- Thamnotettix thrax
- Thamnotettix warioni
- Thamnotettix vittmeri
- Thamnotettix zelleri